# José Emeterio Rivas
José Emeterio Rivas (Condoto, 13 de agosto de 1958-Barrancabermeja, 6 de abril de 2003) fue un periodista y teólogo colombiano. Fue asesinado junto con otro hombre por paramilitares. El caso fue único porque sus asesinos de este periodista fueron condenados.

## Biografía
José Emeterio Rivas vivió en Barrancabermeja, Colombia. Tenía 44 años y era padre de dos hijos. Rivas fue un periodista de radio político para Radio Calor Estéreo. Organizó un programa matutino de asuntos públicos llamado "Fuerzas Vivas" con opiniones sobre política que los críticos consideraron insultante para algunos políticos de Barrancabermeja. En su programa, Rivas acusó al alcalde de corrupción y colaboración con miembros del grupo paramilitar derechista Autodefensas Unidas de Colombia, conocidas como las AUC. Había llamado al alcalde un "saqueador".

## Asesinato
El 5 de abril de 2003, un día antes de su muerte, José Emeterio Rivas acusó públicamente al alcalde de la ciudad Julio César Ardila Torres y otros políticos locales de corrupción y colaboración con miembros del grupo paramilitar derechista AUC. Se dijo que Rivas llamó a Ardila un "saqueador" en la presentación televisiva.
Al día siguiente, Rivas fue asesinado en Barrancabermeja, pero los detectives encontraron su cadáver siete días después de su muerte en el mismo lugar donde lo habían disparado, al lado del río Magdalena en Colombia. El cuerpo de Rivas estaba junto a otro cuerpo de un hombre llamado Paolo César Montesinos, que era un estudiante universitario de 22 años que se especializaba en Ingeniería Ambiental en el Instituto Universitario de la Paz. No se sabe por qué estos dos cuerpos se encontraron juntos. Cuando se encontró el cuerpo de Rivas, había cuatro agujeros de bala en su abdomen, lo que indica que probablemente murió casi al instante.

## Investigaciones
Hubo una investigación después de que se encontraron los cuerpos y les llevó unos diez años finalizar el caso y enviar a los hombres a prisión que estaban involucrados. Diego Waldrón, un colega de Rivas, le dijo al Comité para la Protección de los Periodistas que Rivas había recibido repetidas amenazas de muerte. Fue después de escuchar esto que los detectives relacionaron a algunos asesinos con el asesinato de Rivas.
El alcalde y sus tres colaboradores, Fabio Pajón Lizcano, Abelardo Rueda Tobón y Juan Pablo Ariza, que eran algunos de sus altos funcionarios, habían contratado a líderes de la milicia para matar a Rivas con la recompensa de $ 68,000. Un líder de la milicia llamado Bedoya más tarde admitió su participación como autor material en la muerte de Rivas. Ardila fue sentenciado a 28 años y ocho meses de prisión y Lizcano y Tobón fueron condenados a penas de 26 años y ocho meses de prisión. Junto con el encarcelamiento, el alcalde también recibió una multa de 1.192 millones de pesos (US $ 531.000).
El caso continuó en 2016, con el arresto de Elkin Bueno Altahona,  quien fue alcalde de la alcaldía de Barrancabermeja hasta 2015 y presidente de la Federación Colombiana de Municipios, bajo sospecha de encontrarse en una reunión donde se cometió el asesinato de Rivas. discutido y recibiendo apoyo financiero para una de sus campañas políticas.